# Palacio Arzobispal de Verano
El Palacio de Verano del Arzobispo (en eslovaco: Letný arcibiskupský palác) es un edificio en Bratislava que albergaba la residencia del arzobispo de la ciudad. Actualmente es la sede del Gobierno de Eslovaquia.
El palacio, de estilo renacentista, fue originalmente en el siglo XVII la residencia de verano de los arzobispos de Esztergom (dado que Esztergom había sido ocupada por el Imperio Otomano en 1543, los arzobispos tenían su sede en Bratislava). El escultor barroco Georg Raphael Donner tuvo un estudio en el jardín del palacio durante casi 10 años.